# Ante Sirković
Ante Sirković (Split 3. lipnja 1944. – Kaštel Sućurac, 30. svibnja 2019.), vratar Hajduka iz šezdesetih godina 20-tog stoljeća, od klupskih kolega nazivan Maleno. Imao je 244 nastupa za Hajduk; 97 prvenstvenih; 6 za Kup; 6 u Europi; 135 prijateljskih.
Za Bile prvi puta igra 2. 9. 1962. protiv Vojvodine u Splitu (2:1; Papec i autogol). Godine 1972. s Hajdukom osvaja kup tukavši Dinama u Splitu s 2:1. Uz njega igrali su Džoni, Buljan, Hlevnjak, Holcer, Bošković, Mužinić, Jovanić (1), Nadoveza, Jerković i Šurjak (1).
Statistika u Hajduku
| Natjecanje        | Nastupi | Zgoditci |
| ----------------- | ------- | -------- |
| Prvenstvo         | 97      | 0        |
| Kup               | 6       | 0        |
| Superkup          | 0       | 0        |
| Međunarodne       | 6       | 0        |
| Splitski podsavez | 0       | 0        |
| Ukupno            | 109     | 0        |
| Prijateljske      | 135     | 0        |
| Sveukupno         | 244     | 0        |